# John Dodson (domare)
Sir John Dodson, född den 19 januari 1780 i Hurstpierpoint, död den 27 april 1858 i London, var en engelsk domare och parlamentsledamot, far till John George Dodson, 1:e baron Monk Bretton.
Dodson föddes som äldste son till en präst med samma namn. Han studerade vid Oriel College, Oxford. Han satt i underhuset för tories 1819–1823. Efter en lång domarkarriär blev han dean of the Arches. vilket han förblev till sin död. Han togs upp i privy council den 5 april 1852.